# Grindhouse (género cinematográfico)

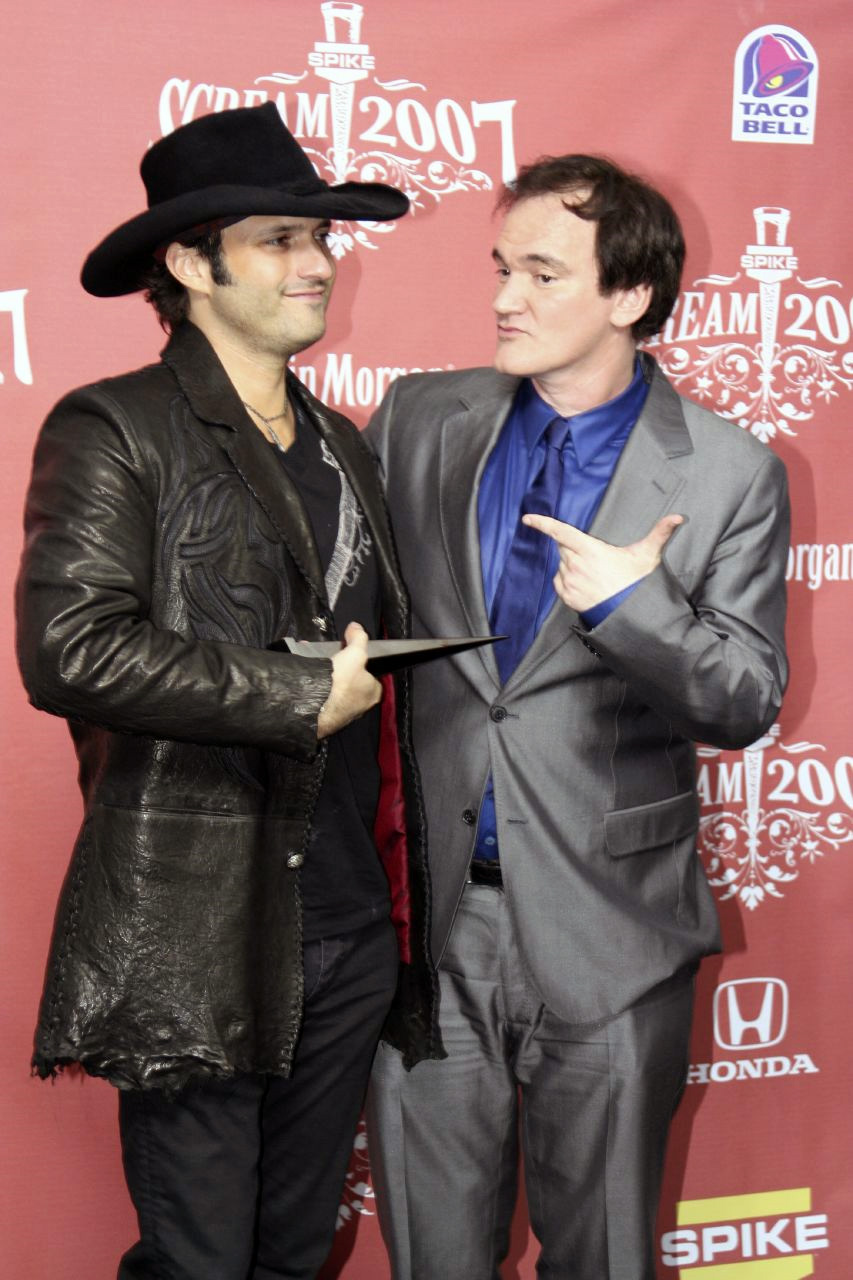
Robert Rodriguez y Quentin Tarantino en 2007 presentando su película titulada Grindhouse, en referencia a este género

Grindhouse es un término del inglés estadounidense para una sala de cine que muestra principalmente películas de explotación. Su temas generales son por lo general de violencia, terror, sexo, temas bizarros o ilógicos, con el detalle que suelen ser de bajo presupuesto en su mayoría.
Según el historiador David Church, este tipo de cine fue nombrado después de la "política de rutina", en una estrategia que se remonta a la década de 1920, para los cines que ofrecían proyecciones continuas de películas con el precio de las entradas por lo general elevándose en el transcurso del día. Esta práctica era muy diferente de la habitual en los grandes cines urbanos de la época, que proyectaban un número determinado de films por día y con los precios graduados según las diferentes secciones de butacas.
Debido a su asociación con una atracción propia de espectadores de clase baja, las salas de operaciones sobre las políticas de la rutina poco a poco las señalan como lugares que muestran las películas de dudosa reputación, independientemente de la gran variedad de películas (incluyendo las posteriores películas del Hollywood clásico) que también se mostraban.
Debido a que estos cines ofrecían cintas con temática objeto de controversia sexual al igual que el entretenimiento teatral del burlesque, el término "grindhouse" también fue a menudo erróneamente asociado con los teatros de burlesque ubicados en las zonas de ocio urbano.

## Historia
En la película La estrella del Variedades (1943) uno de los personajes se refiere al teatro burlesco en la calle 42, donde se están realizando estriptis y danzas picantes, como "grindhouse".
La introducción de la televisión hizo bajar enormemente la audiencia de las salas de cine locales y de una sola pantalla, muchas de las cuales fueron construidas durante el boom del cine de la década de 1930. En combinación con la obsolescencia urbana después de que la clase media blanca abandonara el centro de las ciudades desde finales de los 60, los cambios en la economía obligaron a estos teatros y salas a cerrar o a ofrecer algo que la televisión no pudiera. En la década de los 70 cobraron de nuevo auge al convertirse en lugares para el visionado de las películas de explotación, ya fuera cualquier pornografía adulta y sórdida, u horror slasher y películas de artes marciales bautizadas "de Hong Kong".
Las películas grindhouse contenían característicamente grandes cantidades de sexo, violencia o temas bizarros. Un subgénero eran las películas "roughies" o sexploitation, una mezcla de sexo, violencia y sadismo. La calidad variaba, pero los valores de producción de bajo presupuesto y la mala calidad del celuloide eran comunes. Las opiniones críticas variaban respecto a un típico grindhouse, pero algunas de esas películas adquirieron culto y elogios de la crítica. Las sesiones dobles, triples o "toda la noche" a precios asequibles a menudo alentaba a los espectadores a pasarse largos períodos de tiempo en los teatros y salas. El medio fue capturado en gran medida y fielmente en su momento por la revista Sleazoid Express.
En la década de 1980, la aparición del alquiler/venta de películas en video y las películas por cable amenazaron el grindhouse al punto de convertirlo en obsoleto. A finales de la década, estos teatros habían desaparecido del Broadway de Los Ángeles y Hollywood Boulevard, el Times Square de Nueva York y de Market Street en San Francisco. A mediados de la década de 1990, estos particulares teatros y salas habían desaparecido de los EE. UU.